# Force de Fayetteville
Le Force de Fayetteville est une ancienne franchise de hockey sur glace ayant joué dans la Ligue centrale de hockey basé à Fayetteville, situé dans l'État de la Caroline du Nord aux États-Unis.

## Histoire
Le Force de Fayetteville fait ses débuts dans la Ligue centrale de hockey au cours de la saison 1997-1998 où ils sont non qualifiés aux séries éliminatoires avec une dernière place dans la division Est et une fiche négative. Après une seconde saison où l'équipe est hors des séries, elle parvient pour la première fois aux séries en 1999-2000 où elle termine première de sa division mais s'incline au premier tour. Au cours de sa quatrième saison, l'équipe fait les séries mais avec une moins bonne fiche que la saison précédente étant toujours éliminée au premier tour. Il s'agit également de la dernière saison du Force qui met fin à ses activités en 2001 après quatre saisons jouées.

## Bilan
| Saison    | PJ | V  | D  | DTB | BP  | BC  | Pts | Classement                    | Séries éliminatoires         |
| --------- | -- | -- | -- | --- | --- | --- | --- | ----------------------------- | ---------------------------- |
| 1997-1998 | 70 | 25 | 42 | 3   | 247 | 348 | 53  | Cinquièmes de la division Est | Non qualifiés                |
| 1998-1999 | 70 | 35 | 27 | 8   | 267 | 285 | 78  | Cinquièmes de la division Est | Non qualifiés                |
| 1999-2000 | 70 | 45 | 22 | 3   | 255 | 202 | 93  | Premiers de la division Est   | 1-3 Whoopee de Macon         |
| 2000-2001 | 70 | 31 | 30 | 9   | 216 | 243 | 71  | Troisièmes de la division Est | 2-3 Cottonmouths de Columbus |